# Star Screen Award/Bester Liedtext
Der Star Screen Award Best Lyrics ist eine Kategorie des indischen Filmpreises Star Screen Award.
Der Star Screen Award Best Lyrics wird von einer angesehenen Jury der Bollywoodfilmindustrie gewählt. Die Gewinner werden jedes Jahr im Januar bekanntgegeben.
Javed Akhtar hat den Preis viermal und Anand Bakshi dreimal gewonnen.
Liste der Gewinner:
| Jahr | Film – Song                                             | Liedtexter            |
| ---- | ------------------------------------------------------- | --------------------- |
| 1995 | 1942: A Love Story                                      | Javed Akhtar          |
| 1996 | Kartavya – Dhadkta Pehla Dil Mera                       | Rani Malik            |
| 1997 | Khamoshi: The Musical – Aaj Mein Upar                   | Majrooh Sultanpuri    |
| 1998 | Border – Sandese Aate Hain                              | Javed Akhtar          |
| 1999 | Zakhm – Gali Mein Chand Nikla                           | Anand Bakshi          |
| 2000 | Taal – Taal Se Taal                                     | Anand Bakshi          |
| 2001 | Mohabbatein – Humko Humise Churalo                      | Anand Bakshi          |
| 2002 | Dil Chahta Hai – Jaane Kyun Log Pyar                    | Javed Akhtar          |
| 2003 | Sur – Aa Bhi Ja                                         | Nida Fazli            |
| 2004 | L.O.C. Kargil – Ek Saathi Aur Bhi Tha                   | Javed Akhtar          |
| 2005 | Hum Tum – Hum Tum                                       | Prasoon Joshi         |
| 2006 | Yahan – Naam Ada Likhna                                 | Gulzar Sahab          |
| 2007 | Omkara – Beedi Jaalaye                                  | Gulzar                |
| 2008 | Taare Zameen Par – Maa                                  | Prasoon Joshi         |
| 2009 | Bachna Ae Haseeno - Khuda Jaane                         | Anvita Dutt Guptan    |
| 2010 | Love Aaj Kal - Chor Bazari                              | Irshad Kamil          |
| 2011 | Ishqiya - Dil Toh Bachcha Hai Ji                        | Gulzar                |
| 2012 | Aarakshan - Achcha Lagta Hai                            | Prasoon Joshi         |
| 2013 | Talaash: The Answer Lies Within - Muskanein Jhoothi Hai | Javed Akhtar          |
| 2014 | Kai Po Che - Manjha                                     | Swanand Kirkire       |
| 2015 | Youngistaan - Suno Na Sangemarmar                       | Kausar Munir          |
| 2016 | Dum Laga Ke Haisha - Moh Moh Ke Dhaage                  | Varun Grover          |
| 2017 | Ae Dil Hai Mushkil - Ae Dil Hai Mushkil                 | Amitabh Bhattacharya  |
| 2018 | Dangal - Haanikaarak Bapu                               | Amitabh Bhattacharya  |
| 2019 | Raazi - Ae Watan                                        | Gulzar                |
| 2020 | Gully Boy - Apna Time Aaega                             | Divine & Ankur Tewari |